# 沙沃奈
沙沃奈（法語：Chavenay，法語發音：[ʃavnɛ] ⓘ）是法国伊夫林省的一个市镇，属于圣日耳曼昂莱区。

## 地理
沙沃奈（48°51'14"N, 1°59'11"E）面积6.03 平方千米，位于法国法蘭西島大區伊夫林省，该省份为法国北部内陆省份，北起瓦兹河谷省，西接厄尔省，西南接厄尔-卢瓦省，东南接埃松省，东临上塞纳省。
与沙沃奈接壤的市镇（或旧市镇、城区）包括：莱克莱苏布瓦、达夫龙、弗什罗勒、普莱西尔、圣农拉布勒泰什、蒂韦瓦勒-格里尼翁、维勒普勒。

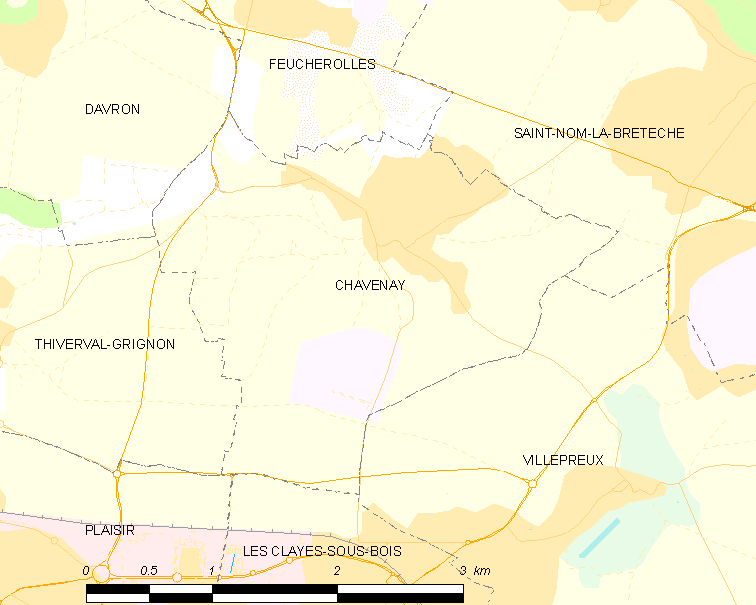
沙沃奈的OSM定位图

沙沃奈的时区为UTC+01:00、UTC+02:00（夏令时）。

## 行政
沙沃奈的邮政编码为78450，INSEE市镇编码为78152。

## 政治
沙沃奈所属的省级选区为圣西尔莱科勒县。

## 人口

1962-2008年间沙沃奈人口变化图示

沙沃奈于2022年1月1日时的人口数量为1741人。